# Distretto di Ljuban'
Il distretto di Ljuban' (in bielorusso Любанскі раён?) è un distretto (raën) della Bielorussia appartenente alla regione di Minsk.